# Branko Kubala
Branislav Kubala Daučík, meglio conosciuto come Branko Kubala o Kubala II (Šahy, 10 gennaio 1949 – Reus, 25 febbraio 2018), è stato un calciatore cecoslovacco naturalizzato spagnolo, di ruolo attaccante.

## Biografia
Nato in Cecoslovacchia, era il primo figlio dei tre che ebbe il fuoriclasse László Kubala da Ana Viola, figlia di Ferdinand Daučík, ex-calciatore ed allenatore. Anche suo zio, Yanko Daučík, figlio di Ferdinand, fu calciatore. I suoi fratelli erano Laszli e Carles, che giocò nella squadra di hockey del Barcelona.
Lasciò la Cecoslovacchia con la madre ed il nonno per raggiungere il padre, fuggito dall'Ungheria in occidente.
Si ritirò all'età di ventiquattro anni. È deceduto a Reus nel febbraio 2018.

## Carriera
Si formò nelle giovanili del Real Betis e su richiesta del padre László venne accolto nelle giovanili del Milan ove restò un anno. Nel 1964 torna in Spagna per giocare nell'Espanyol ove militava anche il padre. Con i catalani ottiene l'undicesimo posto finale nel Primera División. Esordisce in campionato il 3 aprile 1965 allo stadio San Mamés di Bilbao contro Athletic Bilbao all'età di sedici anni ed 83 giorni, risultando così il più giovane giocatore ad aver indossato la maglia dei bianco-blu di Barcellona in prima squadra in un incontro ufficiale.
L'anno dopo è al Sabadell con cui, dopo il quattordicesimo posto in campionato, ottiene la permanenza nella massima categoria al termine dello spareggio salvezza contro il Celta Vigo.
Nel 1967 segue il padre, il nonno Ferdinand Daučík e lo zio Yanko Daučík in Canada per giocare nei Toronto Falcons, con cui ottiene il quarto posto nella Western Division della NPSL 1967.
L'anno dopo inizia la stagione 1968, che fu tra l'altro la prima edizione della NASL, sempre con i Falcons, prima di trasferirsi al St. Louis Stars e poi al Dallas Tornado, che dovrà lasciare prima del termine della stagione perché richiamato nella patria d'adozione, la Spagna, per svolgere il servizio militare. Gli Stars lo accuseranno poi di non aver rispettato il contratto con loro.
Terminato il servizio militare si aggrega, a campionato in corso, al CD Cartagena, club di terza divisione. Con il club della Murcia raggiunge i play off promozione, venendo eliminato dal CD Logroñés.
Nel 1971 viene ingaggiato dai cadetti Sant Andreu, con cui però non giocò alcun incontro. Concluderà la carriera agonistica all'Atlético Malagueño nel 1973.